# Olympische Jugend-Sommerspiele 2014/Radsport
Bei den Olympischen Jugend-Sommerspielen 2014 wurden drei Wettbewerbe im Radsport ausgetragen.
Die Wettbewerbe fanden vom 17. bis zum 24. August im Laoshan National Forest Park statt.

## Jungen
Die Rennen fanden vom 17. bis zum 23. August statt.
| Platz | Land | Athleten                                      | Punkte                             | Punkte     | Punkte | Punkte                   | Punkte        | Punkte |
| Platz | Land | Athleten                                      | Mountainbike (Ausscheidungsrennen) | Zeitfahren | BMX    | Mountainbike (Olympisch) | Straßenrennen | gesamt |
| ----- | ---- | --------------------------------------------- | ---------------------------------- | ---------- | ------ | ------------------------ | ------------- | ------ |
| 1     | COL  | Brandon Rivera, Jhon Anderson Rodríguez       | 80                                 | 65         | 40     | 80                       | 8             | 273    |
| 2     | DEN  | Mikkel Frølich Honoré, Rasmus Nielsen Salling |                                    | 100        | 130    | 2                        | 25            | 257    |
| 3     | NED  | Niek Kimmann, Wiebe Scholten                  | 40                                 |            | 200    | 6                        | 10            | 256    |
| …     | …    | …                                             | …                                  | …          | …      | …                        | …             | …      |
| 9     | AUT  | Tobias Franek Felix Ritzinger                 | –                                  | 40         | 80     | 50                       | 3             | 173    |

## Mädchen
Die Rennen fanden vom 17. bis zum 23. August statt.
| Platz | Land | Athleten                                  | Punkte                             | Punkte     | Punkte | Punkte                   | Punkte        | Punkte |
| Platz | Land | Athleten                                  | Mountainbike (Ausscheidungsrennen) | Zeitfahren | BMX    | Mountainbike (Olympisch) | Straßenrennen | gesamt |
| ----- | ---- | ----------------------------------------- | ---------------------------------- | ---------- | ------ | ------------------------ | ------------- | ------ |
| 1     | ITA  | Sofia Beggin, Chiara Teocchi              | 40                                 | 50         | 12     | 80                       | 66            | 248    |
| 2     | CZE  | Nikola Nosková, Barbora Průdková          | 100                                |            |        | 100                      | 30            | 230    |
| 3     | DEN  | Anna Kjærgaard Madsen, Pernille Mathiesen | 80                                 | 65         |        | 65                       | 15            | 225    |
| …     | …    | …                                         | …                                  | …          | …      | …                        | …             | …      |
| 22    | AUT  | Melanie Amann Nadja Heigl                 | 15                                 | –          | 30     | 3                        | 3             | 51     |

## Gemischte Teams (Staffeln)
Das Rennen fand am 24. August statt.
| Platz | Land | Athleten                                                                   | Zeit      |
| ----- | ---- | -------------------------------------------------------------------------- | --------- |
| 1     | CZE  | Barbora Průdková, Jan Rajchart, Roman Lehky und Nikola Nosková             | 17:31 min |
| 2     | ITA  | Chiara Teocchi, Federico Mandelli, Manuel Todaro und Sofia Beggin          | 17:31 min |
| 3     | UKR  | Darja Tkatschowa, Wladyslaw Nisyzkyj, Rinat Udod und Anschelika Teterytsch | 18:00 min |
| …     | …    | …                                                                          | …         |
| 11    | AUT  | Nadja Heigl, Tobias Franek, Felix Ritzinger und Melanie Amann              | 18:22 min |